# Idah
Idah – miasto w Nigerii, w stanie Kogi. Według danych szacunkowych na rok 2009 liczy 96 935 mieszkańców..